# 建築図面

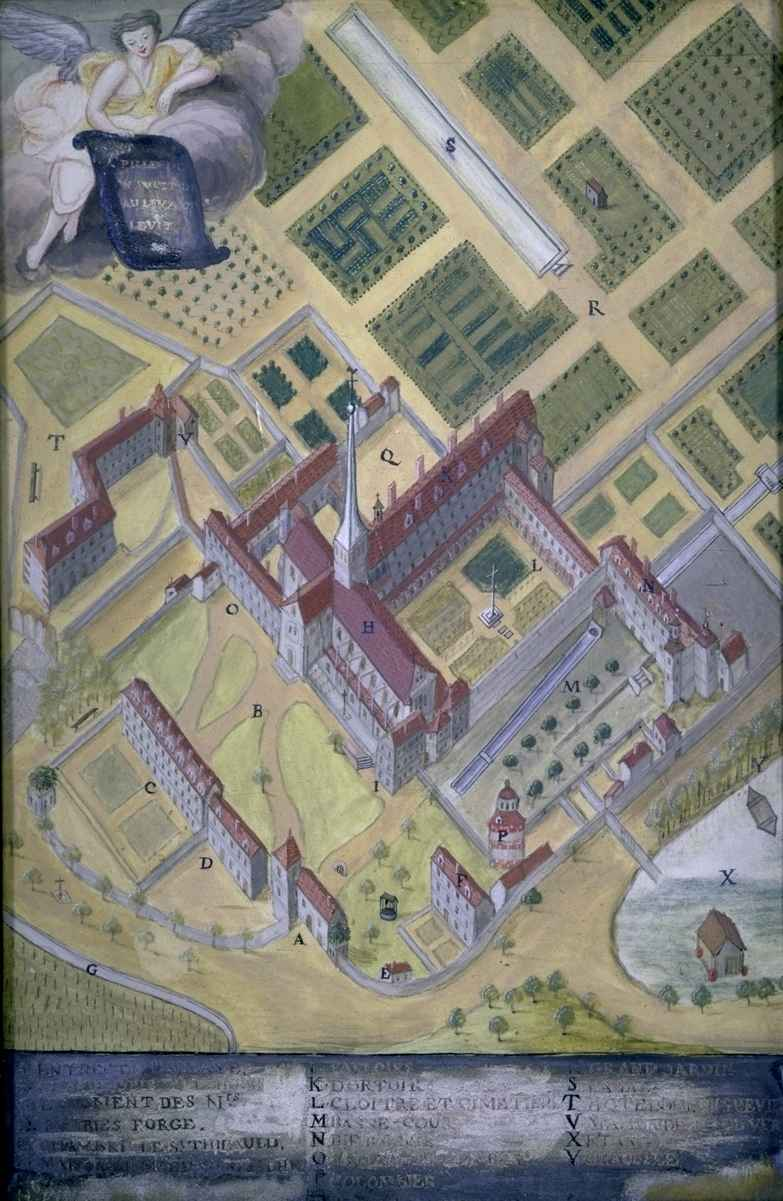
18世紀の不等角投影図、 ポール・ロワイヤル修道院(Port-Royal-des-Champs)

建築図面または建築ドローイング(Architectural drawing)あるいは建築家のドローイング(Architect's drawing)とは、建築物のうち建物（または建築プロジェクト）に関する技術的な図面である。

## 概要
日本では建築確認申請が制度化され、その提出書類には当該に建てられる建築図面添付も求められる。建築物、もしくは工作物ともに案内図、付近見取り図、配置図、敷地求積図、平面図、立面図、断面図等、確認申請に必要な書類・図面について、建築基準法施行規則に基づく必要図面が正副各1部必要となる。
また合併浄化槽を設置する場合排水処理関係書類として図面の添付が必要となる。
内容はやなどを参照。

## 詳細
各図面の記載事項も、例えば配置図ならば敷地の一辺の長さから外壁ライン、敷地内と敷地外の高さ関係、最高高と軒先高、前面道路の名称からその道路の中心線や中心レベルと道路幅、KBMと設計GLとの関係、排水の経路と放流先から枡の位置、竪樋の位置とその直径など、必要要素事項を網羅する必要がある。これは道路ならば、当該敷地は道路に2メートル以上の長さで接してないといけない（狭隘道路、2項道路参照）、などの多数に及ぶ各種法令の確認が必要とされるためである。ただし、現在では簡素化も図られている。
そしてのように、建築基準法第6条第1項第4号に掲げる建築物について（4号特例/4号確認、施行令10条4号に規定される特例）、建築士の設計に係るものについては、規則第1条の3第5項第2号により一部の図書（建築図面）及び明示すべき事項についての省略規定が設けられている。但し4号確認には立面図および断面図、床面積求積図、地盤面算定表、各伏図を添付する必要はなくまた、配置図に下水管などや、各階平面図に筋交の位置及び種類、通し柱及び防火設備の位置並びに延焼の恐れのある部分の外壁構造を明示する必要が生じていないが、例えば木造2階建ての一戸建て住宅で、防火、準防火地域の外にあれば施行令10条3号のいわゆる3号特例、防火、準防火地域の内側にあれば4号特例となる結果で受ける制限が大幅に異なってくるため、4号では法第22条、23条は審査対象であり、延焼ラインの表現は必要になるなど3号特例では各必要のなかった建築図面や資料が4号特例で必要になる場合も生じる。
建築図面の作成には特定の視点（間取り図、断面図など）、用紙サイズ、測定単位と縮尺、アノテーション、相互参照などいくつかの決まり事がある。従来の図面は紙とインクあるいは似たような材料を使って作成されており、コピーが必要であればすべて手作業で行う必要があった。20世紀になると、トレーシングペーパーが使われるようになったことで、大量のコピーも機械を使って効率的に処理することができるようになった。

## 種類
建築図面の種類について、日本では国土交通省官庁営繕部及び地方整備局等営繕部が官庁施設の営繕を実施するための基準として制定した『建築工事設計図書作成基準』によると、下記の通り。
1. 表紙 - 建築図面はひとつに冊子として綴じるので、表紙と目録が必要になる。
2. 図面目録 - 図面枚数が少ない場合は表紙と組み合わせることができる。
3. 特記仕様書 -
4. 敷地案内図 - 尺度は、特定行政庁で定めている場合は、それによる。
5. 敷地求積図 - 敷地面積の根拠図になる。三斜計算で表す。
6. 敷地現況図 - 敷地の現況と配置計画後の敷地形状が大きく異なる場合等に作成する。尺度及び方位は配置図と合わせる。
7. 配置図 - 尺度は1/100又は1/200であるが、1/300、1/500又は1/600を用いることもできる。
8. 面積表及び求積図 - 敷地以外の平面積を求積し、リスト化しておく。
9. 仕上表 -  内部仕上表
10. 平面図 - 尺度は1/100又は1/200。
11. 立面図 - 尺度は1/100又は1/200。
12. 断面図 - 尺度は1/100又は1/200。断面を表す部分位置を平面図に示す。
13. 矩計図 - 尺度は1/30又は1/50であるが、1/2、1/3、1/5、1/10又は1/20を用いることもできる。
14. 平面･断面･部分詳細図 - 尺度は1/30又は1/50であるが、1/2、1/3、1/5、1/10又は1/20を用いることもできる。
15. 展開図 - 尺度は1/30又は1/50。詳細図と組み合わせることができる。
16. 天井伏図 - 尺度は1/100又は1/200
17. 建具位置図 - 尺度は1/100又は1/200。平面図と組み合わせることができる。
18. 建具表
19. 工作物等詳細図 - 詳細図と組み合わせることができる。
20. 外構詳細図 - 詳細図と組み合わせることができる。
21. 植栽図 - 詳細図と組み合わせることができる。
22. 仮設計画図 - 仮設計画を指定明示する場合に作成する。
23. 構造関係共通事項
24. 基礎伏図 - 尺度は1/100又は1/200であるが、1/10、1/20、1/30又は1/50を用いることもできる。
25. 各階床伏図 - 尺度は1/100又は1/200であるが、1/10、1/20、1/30又は1/50を用いることもできる。小屋伏図を含む
26. 軸組図 - 尺度は1/100又は1/200であるが、1/10、1/20、1/30又は1/50を用いることもできる。
27. 部材断面リスト図 - 尺度は1/30又は1/50であるが、1/2、1/3、1/5、1/10又は1/20を用いることもできる。
28. 構造詳細図 - 尺度は1/30又は1/50であるが、1/2、1/3、1/5、1/10又は1/20を用いることもできる。標準的な仕様については、特記仕様書、構造関係共通事項等、その他の図面等への記載をもって代えることができる。
29. 使用構造材料一覧表 - 標準的な仕様については、特記仕様書、構造関係共通事項等、その他の図面等への記載をもって代えることができる。
30. 基礎・地盤説明書 - 基礎伏図、各階床伏図等、その他の図面等への記載をもって代えることができる。
31. 施工方法等計画書 - 特記仕様書、構造関係共通事項等、その他の図面等への記載をもって代えることができる。

この他に、住宅設計のケースで日本では見取図に代わって、かつてはさらに詳細にわからせる紙細工をつくっていた。今日ではこの遺風が茶室設計にだけ見られる。それは重ね図(一名押絵図)及び起こし図(一名倒し図) と呼ばれる展開図である。つくり方は前者では厚紙の上に押絵式に建てたいと思う姿を色つきの押絵を貼って、薄く綿を入れ、その上を紙ではさみ描かれ、その輪郭が切りぬかれて糊ばりとなる。後者はそれより簡単で形を厚紙に描き、色彩をつけ、その輪郭をハサミで切りぬく。樹木は植えつける位置(紙または厚紙は敷地の縮尺となっている) に根もとだけを糊づけとし、樹体は浮かして自由に一株ずつ超こして見られる、つまり一株ずつ起こしてゆくとその奥に進んでいって植えられて
いる木もわかり、重ねて見ると枝の重なりが眺められるわけである。姿を倒す(または起こす)方向は東西南北別々とする。ただし製作費も設計科とは別のケースがある。
図面のサイズは、入手可能な材料および持ち運びに便利なサイズを反映している - ロールアップまたは折り畳み、テーブルにレイアウトする、または壁に固定する。ドラフトプロセスは現実的に実行可能であるサイズの制限を課されるかもしれないが、サイズは地域の用法に従って、一貫した用紙サイズシステムによって決定される。通常、現代の建築現場で使用される最大の用紙サイズは、ISO A0（841 mm×1,189 mmまたは33.1 in×46.8 in）、または米国ではArch E（762 mm×1,067 mmまたは30 in×42 in）、またはLarge Eサイズである。915 mm×1,220 mmまたは36 in x 48 in）。
建築図面は建築家などが多岐にわたる目的で使用するものもある。設計思想をわかりやすいプロポーザルに落とし込むため、アイデアやコンセプトを伝えるため、設計のメリットを顧客に納得させるため、建設請負業者が実際に建築できるように、完成した作品を記録するため、既存の建物の記録を残すためなどである。
「スケッチコミュニケーション」のススメなどのように建築設計行為はスケッチを重視し、スケッチや試行図面の描画によって行われる。このため、スケッチを正式な設計図面の前段階の図面として扱うほか、建築の記録のための活用や、

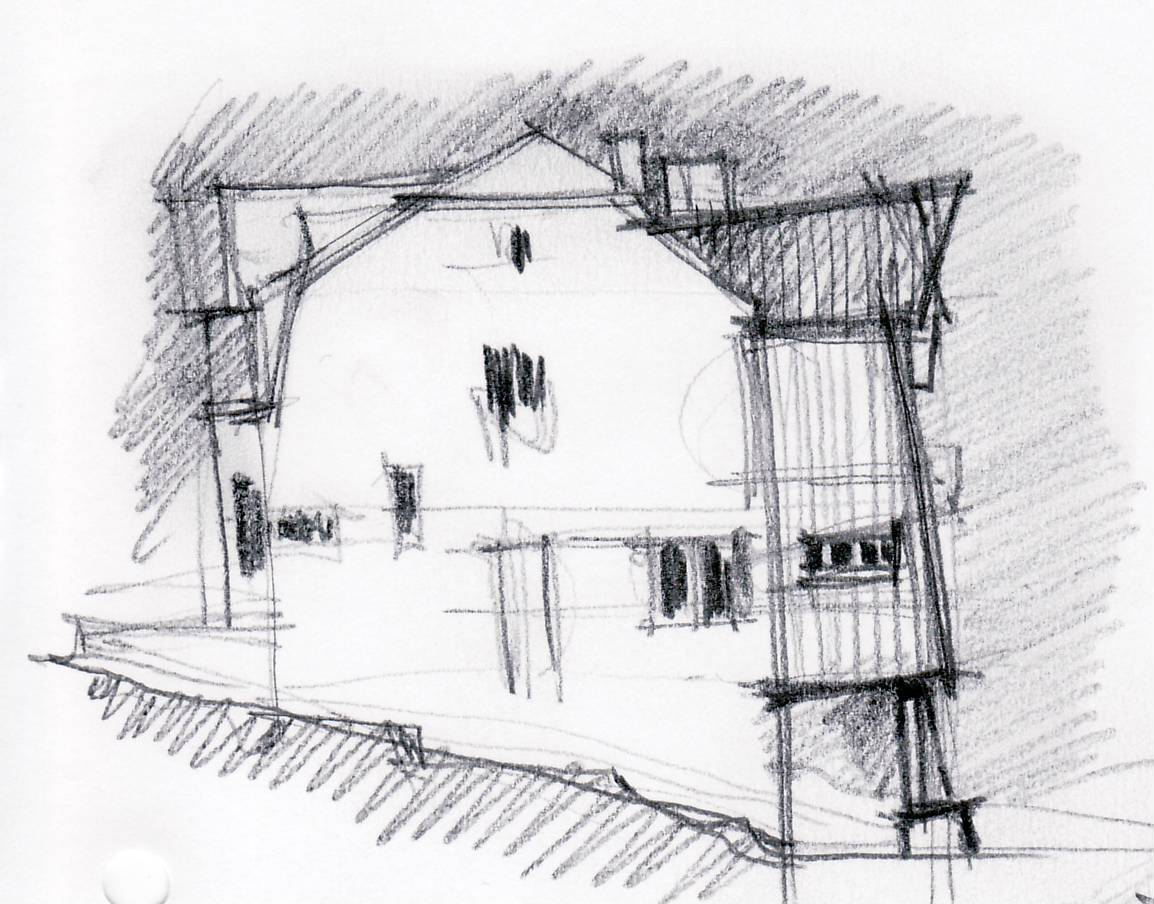
事前プロジェクト/個人邸スタディ

建築図面をスケッチのような表現で作成する場合もある。
また手描きスケッチを利用したインタフェースシステムについての研究も行われている。フリーハンドでの描画は精度に依存せず作成でき、特定の要素を厳密に定義できる場合でも、必要に応じた解釈によって設計者のビジョンを部分的に反映し、特定の解釈の余地を残している。そしてその制御自体が建築プロジェクトを進化させるべくすべての段階で役立つグラフィカルなコミュニケーションツールでもあり、下記の事項に対応ができる。
- 予備調査段階では、既存の状況の観察と理解を完了するために不可欠なツール
- スタディ段階で、空間の構成に対するさまざまな操作の影響をすばやく確認ができる。
- 顧客とのコミュニケーションをとる際、2次元媒体（計画図とカット）と従来の文書資料では素人が把握するのが難しい情報をスケッチをもって再現することができる。
- ビジネス文書（仕様書、設計図書など）を作成する場合も、起業家が必ずしも二次元媒体（計画とカット）や従来の文書類を解読することなく、プロジェクト作成者の意図をすばやく理解できるようにする効果的な方法。
- 現場で作品を構築するとき、既存の状況を具体化し、サイトレポートのコンテキストで行われた決定をすばやく表すためのグラフィック手段。

### 建築パース

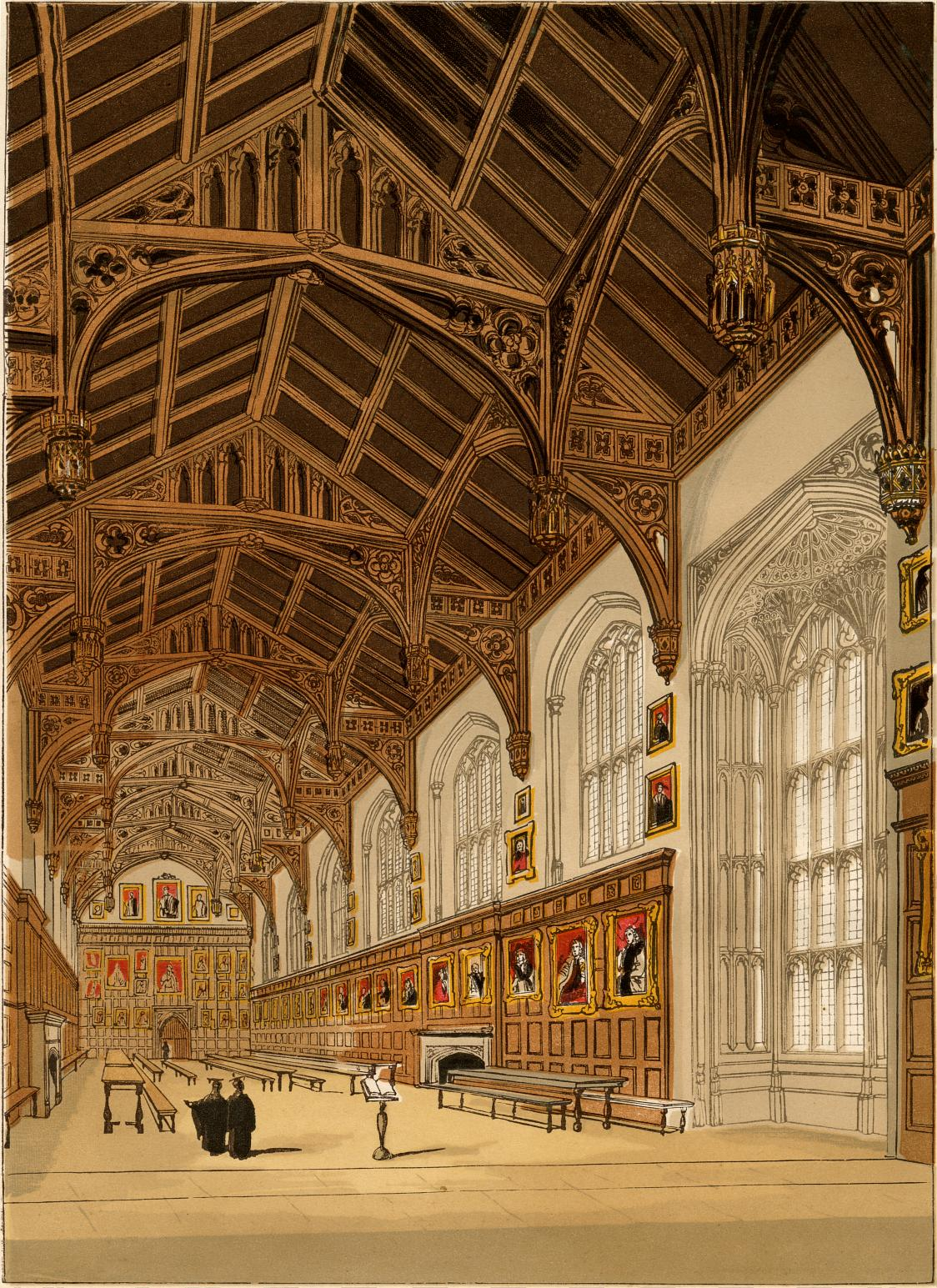
建築パースの例。クライスト・チャーチ・カレッジ講堂。

建築パース（けんちくぱーす）は透視図法（線遠近法）を用いて作図される建築図面である。
建築に対して視点を設定しそこに片目を置いたときに見える視野を切り取った図面が得られる。そのため空間の奥行きを平面の図面から感じ取れる（遠近法）。

## 歴史
日本で近世の建築図面を列挙すると配置図、平面図、立面図、断面図、屋根伏図·小屋伏図·床伏図などの各種伏図、絵様などの詳細図、起こし絵図、施工計画図などがある。配置図·平面図は指図と呼ばれ、立面図と断面図は両方を兼ねて作成されることが多く、建地割図あるいは地割図と呼ばれた。指図の現存最古のものに、奈良時代の「東大寺殿堂図」、建地割図の現存最古のものに、享禄4年(1531)の「善光寺造営図」16棟分8図がある。
当時仕様書は、正確には仕様も記された積算資料というべきであるが、延宝8年(1680)から貞享3年(1686)にまとめられた『愚子見記』の第九冊「諸積」や、 甲良家に伝わった幕府の積算資料『本途帳』がよく知られている。
実例としては寛永17年(1640)に幕府の工事として実施された南宮神社造営文書や、宝暦2年(1752)から同城大天守修理の『御天守御修復取5年に行われた名古屋掛りより惣出来迄仕様之大法』がある。
日本でも江戸期の図面が多く残されており、こうした図面は正確な縮尺を伴うが絵図の範疇であり、第三者への説明用つまりプレゼンテーション用とみられている。それは近世以前の日本では大工の棟梁が設計しかつ施工することで、詳細な設計図面を不要としていたことが知られているからである。
したがい日本で建築図面は、初期は幕末に外来からの文明とともに外国人技師の出現で、技師自身の設計意図を伝えるため作成した設計図面や製図という概念を日本に伝えることでその後明治初期に活躍した擬洋風建築を次々と手掛ける日本人の大工や技師達が、西洋の設計製図をみまねで学習し、製図道具を使用して図面の表現に取り組んでいったものからはじまる。
しっかりとした線で描画を鉛筆次いで必要な精度をもってインク付けを行う。中国のインク入りチューブラーペンやカラス口から代わりとなっていったラインプラーなど変遷する製図用ペンのラインの太さは、支持体にインクを分配するチューブラーペンの直径によって規定され、線の太さごとにペンが必要となる（市販でさまざまな太さが基準の太さに対応している）。

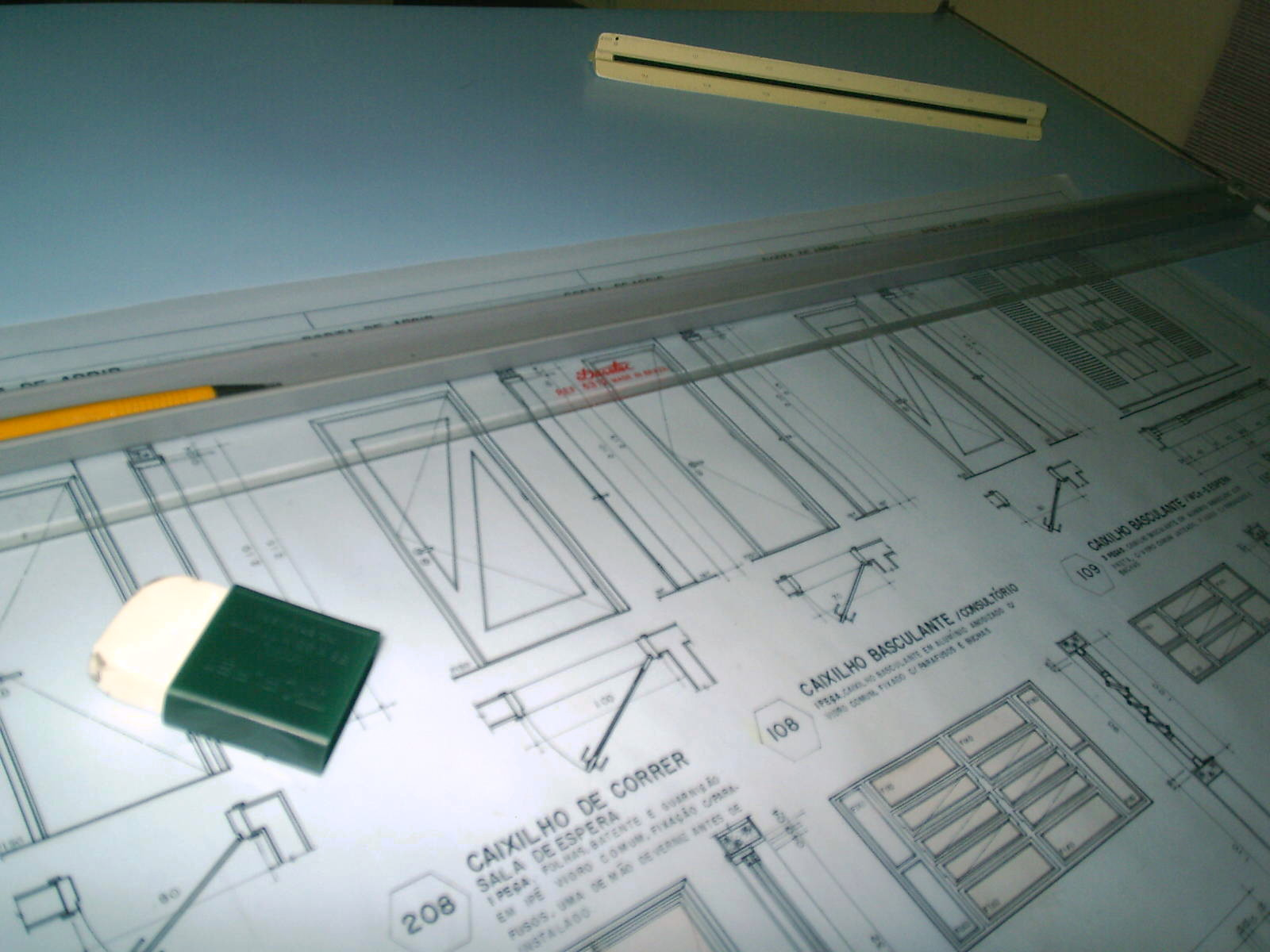
建築家の図面テーブル

## 現在
コンピュータの進歩は、設計と製図に使われる手法に大きな影響を与えた。1990年代以降、コンピューター支援設計（CAD）が使用されていく。図面を手書きすることは一時期に比べれば廃れたに等しく、有機的だったり複雑な形状を採用した新しい構造の可能性を切り開いた。CADソフトウェアを使用して作成されていない図面はほとんどない。 基本的なオブジェクトとプロセスを無限に適応させることで、特殊なソフトウェアがグラフィック制作チェーン全体を管理し、場合によってはマテリアルの実現プロセスまで活用が可能。これらのプログラムは3Dモデリング活用が可能となった。このタイプの表現ツール（DAO）は、多くの場合、設計ツール（[[CAD]]）として使用されている。割り当ての自動化から回路図表現または透視図表現の空間を提供することにより、建築設計が容易に行うこととなる。この定式化は、プランのスタックから知覚可能なボリュームにまで達し、商品化されたツールの容易さはアクセス可能性といったフィールドを離れることなく、偶然性を活用して「デジタル化されたタイプ」の色付けまで建物に与えることが可能。 21世紀になると、既存の建物調査を促進するソフトウェアが登場し始めている。

ただしAutoCADのようなプロフェッショナルなCADソフトウェアは複雑で、オペレーターが生産的になる前にはトレーニングと経験の両方を必要とする。その結果、熟練したCADオペレータとして設計プロセスから離れることがよくある。SketchUpやVectorworksなどのよりシンプルなソフトウェアは、より直感的な描画を可能にしたデザインツールとして意図されている。
CADは21世紀から作業図面から写実的スーパーリアリズムな透視図まで、あらゆる種類の図面を作成するために使用される。完成予想図（建築レンダリング、ビジュアライゼーションとも呼ばれる）は、CADを使用して3次元モデルを作成することによって行われ、モデルをどの方向から見ても、最も有用な視点を見つけることができる。色やテクスチャをサーフェスに適用したり、影や反射を表現するために、さまざまなソフトウェア（ Autodesk 3ds Maxなど）が利用され、結果は人、車、背景の風景など写真の要素と正確に組み合わせることが可能である。
ビルディングインフォメーションモデリング（BIM）はCAD図面の論理的開発による比較的新しい技術であるが、急速に主流になりつつある。設計チームは3次元コンピュータモデルを作成するために共同作業を行い、すべての平面図およびその他の2次元ビューはモデルから直接生成され、空間の一貫性が保証される。ここでの重要な技術革新はインターネットを介してモデルを共有することである。これにより、すべての設計機能（サイト調査、アーキテクチャ、構造、およびサービス）を単一のモデルにデザイン開発プロセス全体を通して統合できる。ただし競合する優先順位を解決するには必ずしもアーキテクトによるものではなく、何らかの形の管理を行う必要がある。BIMの出発点は空間設計であるが、モデルに埋め込まれた情報から要素を直接定量化してスケジュールすることもできる。
図像表現にアニメーションも活用されている。アニメーションは提案された建物がどのように見えるかを示す短い映像媒体であるが、予定建築の視覚と同じ　目線で作成し、一連の数百から数千の静止画像から生成される。コンピュータ生成の建物は[[CAD]]プログラムを使用して作成され、一連の視点から多かれ少なかれ現実的なビューを作成するために使用される。最も単純なアニメーションは動く視点を利用するが、より複雑なアニメーションは動くオブジェクト（人、車など）を含むことができる。
リプログラフィック（Reprographicsまたはreprography）は、元図面のコピーを複数作成するために利用されるさまざまなテクノロジー、メディア、およびサポートサービスを対象として指している。建築図面の印刷物は青い紙の上に白い線を描く初期のプロセスが1つであるが、その後も印刷図面は依然として青図（ブループリント）と呼ばれることがある。このプロセスは白いコート紙（青焼,Whiteprint）に黒を印刷するダイライン印刷システムに置き換えられた。現代の標準的な方法は、インクジェットプリンター 、レーザープリンターおよび映写複写機であり、そのうち、インクジェットおよびレーザープリンターは、大判印刷に広く使用されている。カラー印刷は現在一般的になっているが、A3サイズを超えると単価は高価なままであり、建築家の作業図面は依然として白黒／グレースケールの審美的な方法に従う傾向がある。